# براقرة
براقرة أو ابراقة أو أفراعة (بالبرتغالية: Braga، تنطق "براگا") مدينة وبلدية في شمال غرب البرتغال وعاصمة محافظة براقرة، أقدم أسقفية وإحدى كبريات مدن في البلاد. وهي ثالث أكبر مدينة في البرتغال بعد لشبونة وبورتو وسابع أكبر بلدية في البلاد، بعدد سكانها البالغ 192,494 نسمة (تعداد 2011). تبلغ مساحتها 183.4 كم مربع.  تمتد المنطقة العمرانية من نهر كافادو إلى نهر إيستي.

## توأمة
لبراقرة اتفاقيات توأمة مع كل من:
- بوتو
- سانتا في (5 ديسمبر 2017 - )[16]

## أعلام
- خوسيه سا
- كارلوس كارفالهال
- ايمانويل سيلفا
- جواو كارلوس تيكسيرا
- ديوغو دالوت
- أنطونيو دوس سانتوس بابتيستا